# Myopterus whitleyi
Myopterus whitleyi је сисар из реда слепих мишева и фамилије Molossidae. 

## Угроженост
Ова врста није угрожена, и наведена је као последња брига јер има широко распрострањење.

## Распрострањење
Врста је присутна у Габону, Гани, ДР Конгу, Камеруну, Нигерији, Уганди и Централноафричкој Републици.

## Популациони тренд
Популација ове врсте се смањује, судећи по расположивим подацима.

## Станиште
Врста Myopterus whitleyi има станиште на копну.